# イルシュマ
イルシュマ（Ilushuma、生没年未詳）はアッシリア古王国時代のアッシリアの王。彼は当時のメソポタミアの王の多くと同じくアムル系であったといわれる。
この時代のアッシリア王の業績について分かることは少なく、彼も例外ではない。彼自身の記録によれば彼は「南部メソポタミアからアッシリアにかけて自由を確立した」と言う。これを軍事遠征による物と解するかどうかは定かではない。征服活動を証明する証拠が何もないことから、ここで言う自由とは交易の自由であるとする説が有力である。更にアッシリア商人に特権を与えて銅の専売制を敷き、イシン王イシュメ・ダガンなど諸国と有利な商業契約を結んでアッシリア商人の販路を確保していった。
アッシリア王名表では彼の記述の後に「食べつくされる」という注釈がついている。これは彼の治世の後にリンム表（アッシリア人が各年の出来事を記録したもの。リンムについてはアッシリアを見よ）が何かの理由で破壊されたことを意味するといわれている。死後、息子のエリシュム1世が後を継いだ。